# She's Madonna
She's Madonna é o quinto single do álbum Rudebox do cantor britânico Robbie Williams. A canção, uma colaboração com o Pet Shop Boys, é inspirada em uma conversa de Robbie com uma ex-namorada, Tania Strecker, sobre o fato de um namorado antigo dela, o cineasta Guy Ritchie, tê-la deixado para iniciar um relacionamento com a cantora Madonna. Foi lançada em 5 de março de 2007.

## Paradas
| Parada (2007)                                    | Posições |
| ------------------------------------------------ | -------- |
| Chéquia - IFPI                                   | 2        |
| Bélgica (Flandres)                               | 3        |
| Países Baixos - Acharts.us                       | 2        |
| Itália - FIMI                                    | 3        |
| Dinamarca - Hitlisten                            | 4        |
| Europa - Billboard European Hot 100              | 4        |
| Alemanha - Media Control Charts                  | 4        |
| Suíça - Schweizer Hitparade                      | 8        |
| Bélgica (Valônia)                                | 10       |
| Estados Unidos - Billboard Dance/Club Play Songs | 12       |
| Finlândia - Mitä hittiä                          | 13       |
| Áustria- Ö3 Austria Top 40                       | 14       |
| Reino Unido - UK Singles Chart                   | 16       |
| Suécia - Sverigetopplistan                       | 20       |
| Grécia - IFPI                                    | 25       |
| Canadá - Canadian Singles Chart                  | 33       |
| Irlanda - IRMA                                   | 38       |